# Harriet Metcalf
Harriet „Holly“ Morris Metcalf (* 25. März 1958 in Providence) ist eine ehemalige US-amerikanische Ruderin.

## Leben
Metcalf studierte Musik und Englisch am Mount Holyoke College und erreichte dort 1981 ihren Bachelor. An der Harvard University gelang ihr danach der Abschluss in Psychologie. 
Zwischen 1981 und 1987 gewann Metcalf drei Silber- und eine Bronzemedaille bei den Ruder-Weltmeisterschaften. 1984 gewann sie im Achter der Frauen bei den Olympischen Sommerspielen in Los Angeles die Goldmedaille. Metcalf lebt offen homosexuell.